# Nepřátelé hadů
Přestože hadi v přírodě patří mezi predátory a jejich kořistí se stávají převážně jiní živočichové, mají nezanedbatelné množství přirozených nepřátel a sami se tak často stávají potravou.

## Přirození nepřátelé

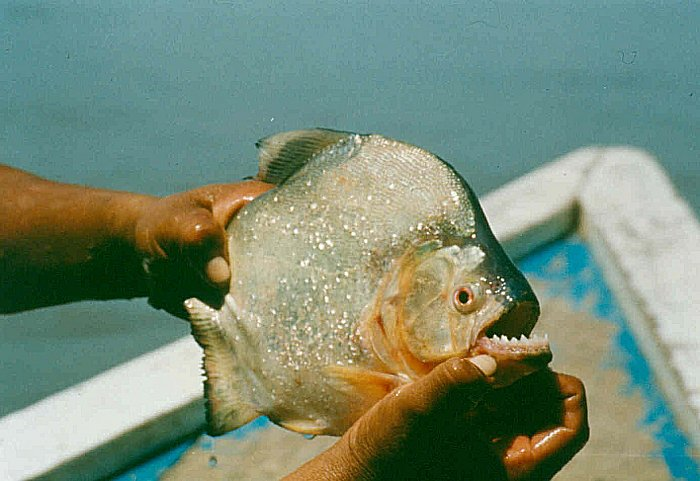
Piraně druhu Serrasalmus rhombeus nemají úctu ani před nejtěžším hadem světa anakondou velkou.

Pro hady jsou úhlavními nepřáteli nejenom samotní hadi, ale plazi všeobecně jako takoví. Mezi teraristy zabývajícími se chovem hadů je všeobecně známo, že na lov svých blízkých příbuzných jsou z jedovatých hadů specializované (ofiofágní) hlavně některé druhy kober, např. kobra královská (Ophiophagus hannah), která se živí převážně hady, popř. ještěry. Dalším známým požíračem hadů je korálovcovitý had bungar kroužkovaný (Bungarus fasciatus), z nejedovatých jsou to především korálovky rodu Lampropeltis, nebo jihoamerická musurana. Zatímco korálovka pruhovaná (Lampropeltis getulus) loví jedovaté hady jako jsou chřestýši, ploskolebci a korálovci, musurana (Clelia clelia) se zaměřila na jedovatého křovináře rodu Bothrops.
Hadím masem si občas zpestří jídelníček i jiné četné druhy hadů. Z ostatních plazů jsou hadům nebezpeční téměř všechny druhy krokodýlů a dravých, masožravých želv, z ještěrů jsou to hlavně draví varani a větší druhy ještěrkovití. Mláďata, či menší druhy hadů příležitostně padnou za oběť i takovým tvorům jako jsou obojživelníci, převážně se jedná o některé velké druhy skokanů a ropuch, např. skokan volský (Rana catesbeiana), nebo ropucha Blombergova (Bufo blombergi).
Ryby jsou málo známí nepřátelé hadů. Už z důvodu nesnadného pozorování ulovení hada rybami je jen málo informací o početnosti tohoto jevu a tak základní informace chybí. Je však zřejmé, že hadi se příležitostně stávají kořistí ryb jak sladkovodních, tak i mořských. Asi největším nepřítelem mořských hadů jsou žraloci, v povodí řeky Amazonky je nejčastěji napadána anakonda velká (Eunectes murinus) dravými, tetrovitými rybami piraněmi rodu Serrasalmus.

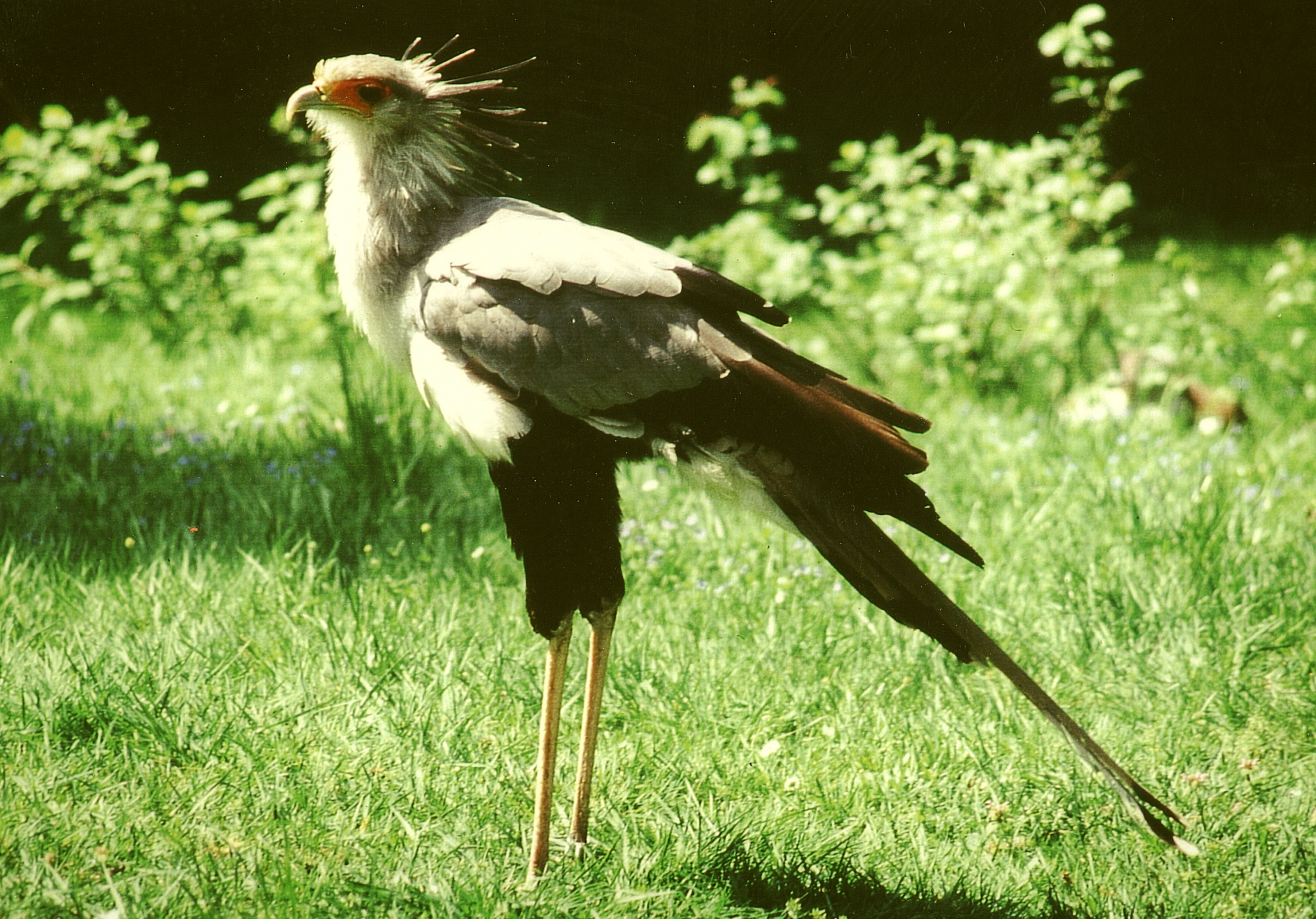
Slavný ptačí lovec hadů hadilov písař (Sagittarius serpentarius).

Mezi významné lovce hadů patří bezesporu ptáci. Jenom v Evropě si hady zpestřuje jídelníček víc než 30 druhů ptáků, z nichž někteří mají hady jako hlavní složku potravy. Kromě několika druhů čápů, volavek, dravců, sov a mnohých havranovitých, loví příležitostně hady i velké množství ostatních ptáků, z nichž asi nejznámější je africký hadilov písař (Sagittarius serpentarius) který patří mezi dravce a ibis posvátný (Threiskiornis aethiopica), uctívaný jako skvělý lovec hadů již starými Egypťany. Lovem jedovatých chřestýšů v USA a Mexiku je pověstná nelétavá kukačka kohoutí (Geococcyx californicus), stejně jako je známý v Austrálii obratný lovec hadů - ledňák obrovský (Dacelo novaeguineae).

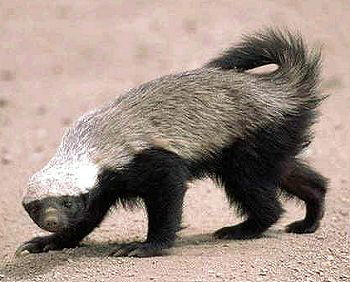
Vysokým apetitem na maso jedovatých hadů se vyznačuje i medojed kapský (Mellivora capensis).

Hadi mají plno nepřátel též mezi savci, z nichž se snad ani jeden druh nespecializuje výhradně na lov hadů, i když u některých tato potrava převládá. Snad nejznámějšími hubiteli hadů jsou drobné šelmičky promyky (např. promyka mungo či promyka červená), žijící v Indii a na africkém kontinentě. 

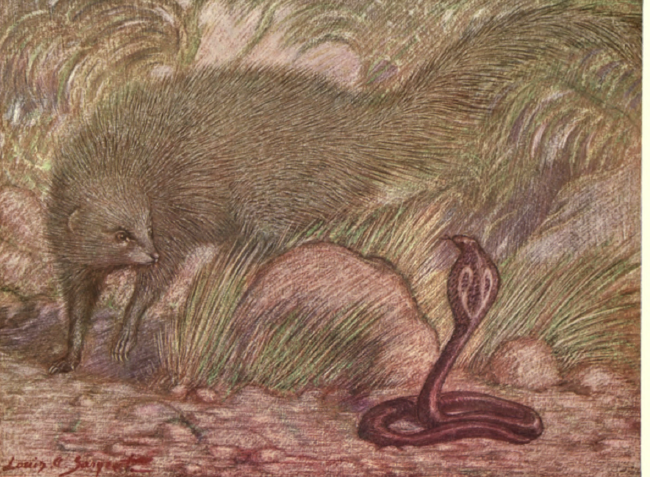
Promyka mungo vs. kobra

Pověstné jsou jejich nelítostné boje hlavně s velkými jedovatými hady (např. kobry, mamby), proti jejichž jedu si tyto mrštné vražedkyně vytvořily značnou imunitu. Indové si od pradávna zvykli dávat je svým dětem jako společníky, kteří s nimi spí v ložnici - fungují nejen jako domácí mazlíček, ale též jako vysoce efektivní ochrana pro případ, že by se do domu dostal jedovatý had. Podobně sveřepým nepřítelem hadů s vysokou odolností vůči jejich jedům je medojed kapský (Mellivora capensis).
V Evropě je známý svým postojem vůči zmijím hmyzožravý ježek západní (Erinaceus europaeus), který tyto jedovaté hady s oblibou loví a žere. Příležitostně však loví hady mnoho druhů zvířat, hlavně lasicovité šelmy, ale i lišky, vlci, či medvědi. Na hada často zaútočí i druhy, které se jinak masem neživí. Tímto jsou známí především některé druhy afrických býložravých kopytníků, jako jsou buvoli, zebry, nebo pakoně, kteří hada úmyslně zabijí svými kopýtky. Velice agresivně se dokáží chovat jak afričtí, tak i asijští sloni, kteří hada mohou udupat během několika málo sekund. Z amerického i indického kontinentu jsou známy případy podobného chování např. u bizonů, u některých druhů severoamerických jelenců rodu Odocoileus, nebo u sambara indického (Rusa unicolor). Podle legendy byli na řeckém ostrově Rhodos vypuštěni daňci (Dama dama), aby vyhubili jedovaté hady - (zřejmě zmije růžkaté - Vipera ammodytes). Co je na této legendě pravdy není bohužel nic známo, jisté však je, že na ostrově Rhodos dnes žádní jedovatí hadi nežijí, ačkoliv se to tam jimi dříve jen hemžilo. To je přinejmenším pozoruhodné. Slovo Rhodos navíc pochází z fénického „rhod“ (had), což svědčí o hojném výskytu hadů v daleké minulosti. V každém případě byl na ostrově postaven daňkům monumentální, bronzový pomník.

## Člověk

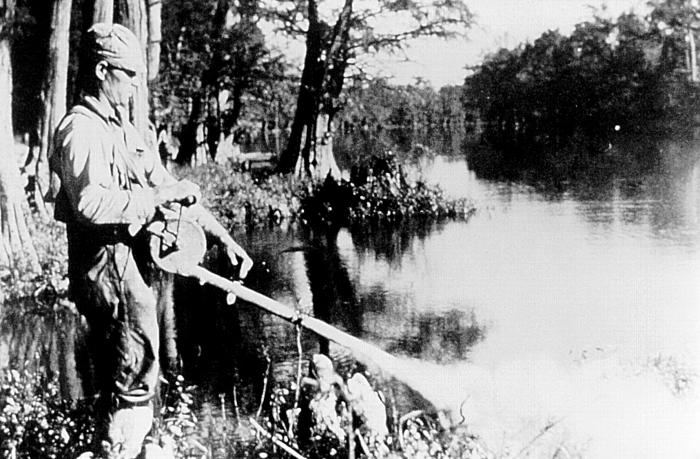
Likvidace krev sajícího hmyzu za pomoci DDT v 50. letech 20. století spolehlivě dlouhodobě decimuje i hadí populaci

Přestože mají hadi ve volné přírodě celou řadu nepřátel a většina z nich si nenechá ujít příležitost hada ulovit, z této strany největší nebezpečí nehrozí. Daleko nejhorším nepřítelem hadů je člověk, který má také největší podíl na drastickém úbytku hadů v přírodě takřka po celém světě. Pomineme-li odvěkou, po generace pěstovanou nenávist lidí k hadům a jejich brutální zabíjení ze strachu nebo pro jídlo (v mnoha státech Asie a jižní Ameriky se hadi jedí ve velkém množství), největším nebezpečím je asi devastace původních biotopů a znečištění životního prostředí. Obludné mýcení tropických deštných lesů, regulování toků řek, vysoušení mokřadů, to vše negativně ovlivňuje hadí populace po celé planetě. Nepředstavitelné množství jedovatých odpadních látek vypouštěných do ovzduší, do řek a do oceánů, rezistentní pesticidy a jiné chemické postřiky ze zemědělství, zahubily a geneticky poškodily v padesátých a šedesátých letech obrovské množství dravých ptáků, predátorů na samém vrcholku potravní pyramidy. Tento fenomén je všeobecně znám a hodně se již o něm napsalo. Jen málokdo si ale tehdy uvědomil, že hadi jsou s ptáky na stejném stupni potravní pyramidy a že jejich úhyn je s nimi naprosto srovnatelný. Pesticidy (např. u nás již zakázané DDT), se ukládají v tělech relativně dlouhověkých hadů, kteří se živí hlavně drobnými hlodavci, ptáky a ještěry. Ti jsou zase kontaminovaní svojí potravou - hmyzem, proti kterému je vlastně chemická válka vedena. Kontaminace vyvolává genetické poruchy a deformace, neplodnost a mnoho dalších, dosud málo prozkoumaných potíží, vedoucích k postupnému vymírání celých živočišných druhů, nejenom hadů.
Plazi spolu s obojživelníky jsou asi nejvíce ohroženou skupinou, snad ještě kritičtěji, než savci, či ptáci. Odhaduje se, že evropské populace plazů jsou ohroženy téměř ze 70 - 80%, ve většině státech střední Evropy je již dnes ohrožení vlastně 100% . Člověk svými nevhodnými zásahy do krajiny narušil souvislost vhodného biotopu a rozčlenil tak areál na poměrně malé izolované ostrůvky, kde se ještě hadům daří v omezeném počtu přežívat. Vzdálenost mezi těmito ostrůvky života je pro drtivou většinu plazů nepřekonatelná (savci a ptáci snadněji překonávají větší vzdálenosti), takže tam kde dojde k vymření populace na určité lokalitě, znovuosídlení a opětné rozšíření druhu bez pomoci člověka je prakticky vyloučené. Proto se zakládají ochranářské organizace a Červené knihy, přijímají se zákony a ustanovení. Všechna tato opatření by však byla asi málo platná bez iniciativy nadšenců a dobrovolníků, kteří bez ohledu na čas a dřinu jezdí většinou na vlastní náklady po ohrožených lokalitách, mapují výskyt i úbytek jednotlivých druhů, zakládají pro hady kladiště a zimoviště, nebo čistí břehy řek a rybníků od lidských odpadků. Mnozí z nich jezdí po školách a mládežnických organizacích, kde formou přednášek a otevřených besed seznamují nastupující generaci s problematikou úbytku plazů nejenom na našem území, ale všude na světě.